# Moi, le Suprême
Moi, le Suprême (titre original en espagnol : Yo El Supremo) est un roman de l'écrivain paraguayen Augusto Roa Bastos publié en 1974.

## Reconnaissance
- Moi, le Suprême est cité parmi « Les cent meilleurs romans en espagnol du XXe siècle » sélectionnés par El Mundo (elmundolibro.com)[1].

### Éditions
- Édition originale : Yo El Supremo, Siglo XXI Argentina Editores S. A., 1974.
- Édition française : Moi, le Suprême trad. Antoine Berman, Pierre Belfond, 1977.